# Leva callosa
Leva callosa är en insektsart som beskrevs av Boris Petrovich Uvarov 1922. Leva callosa ingår i släktet Leva och familjen gräshoppor. Inga underarter finns listade i Catalogue of Life.